# Code du travail (France)
Pour les autres articles nationaux ou selon les autres juridictions, voir Code du travail.
Lire en ligne

Le code du travail sur Légifrance

En droit français, le code du travail est un recueil organisé de la plupart des textes législatifs et réglementaires applicables en matière de droit du travail, et qui concerne essentiellement les salariés sous contrat de travail de droit privé, les salariés du secteur public étant généralement soumis à des statuts particuliers.
Outre le code du travail, il existe d'autres textes normatifs touchant au droit du travail :
- Des textes internationaux, notamment des pactes internationaux (le Pacte international relatif aux droits économiques, sociaux et culturels de 1966) et des conventions de l'OIT,
- Des textes européens: notamment des Règlements de l'union européenne, des directives ou des traités, mais aussi la convention européenne des droits de l'homme,
- Des décrets ou arrêtés non codifiés,
- Des accords et conventions collectives, qui jouent un rôle normatif de plus en plus important avec l'évolution du dialogue social[N 2].

## Histoire

### De 1896 à 1910
Des réflexions autour de la pertinence d'un Code du travail spécifique émerge dès la fin du XIXe siècle, siècle caractérisé par une industrialisation croissante et des transformations socio-économiques majeures. L'essor des usines et l'urbanisation ont engendré des conditions de travail difficile, marquées par de longues heures, des salaires bas et des préoccupations grandissantes en matière de sécurité. C'est pour répondre à ces enjeux que le besoin d'une réglementation plus cohérente et protectrice des droits des travailleurs est devenu évident, notamment chez certains juristes et économistes. Toute la réflexion doctrinale de l'époque est sur le point de savoir s'il faut simplement réformer le Code Civil ou compiler voire codifier un code spécifique en la matière.
Ces prémices du Code du Travail ont été marqués par des avancées sociales telles que la loi Waldeck Rousseau de 1884 reconnaissant la liberté syndicale. C'est pourquoi l'émergence du mouvement ouvrier, les revendications croissantes et la nécessité de réglementation face à l'industrialisation ont jetés les bases de réformes progressives (par exemple, la suppression des livrets ouvriers par une loi du 2 juillet     1890) vont conduire à la création de ce nouveau Code, tout en renforçant en parallèle la conscience des travailleurs qui ne vont plus hésiter à asseoir leurs revendications.

#### La Proposition d'Arthur Groussier: le projet de codification des lois ouvrières
Dès le 14 mars 1896, le député socialiste Arthur Groussier dépose un projet de codification de lois ouvrières avec le soutien de son parti, à la Chambre des députés. Cette résolution tend « […] à charger la Commission du travail de la Chambre des députés de rassembler et de réviser toutes les lois concernant la défense des intérêts des travailleurs afin d’en former un corps complet sous le nom de Code du travail». Il insiste sur l'importance d'avoir un code spécifique en la matière, dans la mesure où « […] nous avons un code de commerce qui règle les rapports des commerçants, un code rural qui règle les rapports des agriculteurs, nous demandons un code du travail qui règle les rapports des travailleurs et de leurs employeurs». Bien que cette proposition soit restée lettre morte, Groussier va la réintroduire lors de la législation suivante. C’est ainsi que le 13 juin 1898, il dépose une proposition de loi dans laquelle il souhaite lui-même entreprendre une codification à vocation créatrice. Cette loi composée de 866 articles, régule la formation du contrat de louage de services et les obligations qui en découlent, les indemnités qui doivent être allouées en cas de brusque rupture, les modalités de paiement des salaires et limite la durée quotidienne de travail à huit heures par jour. Cette loi intègre également des mesures pour assurer l’hygiène et la sécurité des travailleurs. Le projet de loi vient définir les travailleurs, objet du code dès son article 1er, ainsi « […] sont travailleurs, les personnes de tout âge et de tout sexe, qui louent leur travail ou leurs services aux personnes, aux sociétés, aux communes, aux départements ou à l’État, sous quelques titres que ce soit, dans les exploitations industrielles, commerciales ou agricoles, les administrations ou les établissements publics ou privés».
Groussier, dans sa proposition de loi propose la mise en place de chambres du travail, dont le rôle est d’établir des statistiques, superviser l’inspection du travail et examiner les questions relatives aux relations employeurs et travailleurs. Le député propose également la création de tribunaux du travail, ayant des compétences élargies aux litiges résultant d’accidents du travail ou d’infractions aux règles d’hygiène et de sécurité. Cette proposition de loi expose un projet exhaustif de Code du Travail reflétant les idées socialistes à propos de la législation du travail exprimées par d’autres socialistes comme Jules Guesde. Différentes propositions de lois et de résolutions sur ce domaine se succèdent mais n'entrent en résonance qu'en 1906 avec le ministère de Viviani qui envisage la codification en quatre livres des lois ouvrières. Ces efforts audacieux du député Groussier ouvrent la voie à des débats parlementaires cruciaux, culminant dans le vote de 1905 érigeant les fondations des deux premiers Livres du Travail en France.

#### La Commission de codification des lois ouvrières et le vote de 1905
Alexandre Millerand, ministre du Commerce et de l’Industrie de juin 1899 à juin 1902 dans le gouvernement de Waldeck-Rousseau poursuit cette ambition de mettre de l’ordre dans des textes épars de la législation du travail industriel. Il va chercher notamment à régulariser les relations individuelles de travail. Le 27 novembre 1901, il institue par arrêté une Commission extraparlementaire chargée de la                     « codifications des lois ouvrières ». Cette initiative a pour ambition d’aller au-delà d'une simple compilation de textes, comme cela avait été pratiqué précédemment avec des recueils privés de lois ouvrières. L'objectif est d'incorporer ces textes dans un code où toutes leurs dispositions seront cohérentes et coordonnées de manière rationnelle. La Commission est composée de juristes connus pour leurs compétences en ce domaine : Raoul Jay et Georges Bourgin, professeurs à la faculté de droit de Paris, Arthur Fontaine, conseiller d’Etat et futur directeur du travail au Ministère du Travail en 1906, Arthur Groussier député socialiste, deux conseillers à la Cour de cassation, deux conseillers d’Etat et présidé par un ancien Garde des Sceaux. Le travail de la commission aboutit à six livres, s’apparentant davantage à un Code des lois ouvrières que l’on va désigner sous le titre de « Code du travail et de la prévoyance sociale » : le Livre I porte sur les conventions relatives au travail ; le Livre II porte sur la réglementation du travail ; le Livre III porte sur les groupements professionnels ; le Livre IV porte sur les juridictions, conciliation et arbitrage, représentation professionnelle; le Livre V porte sur les assurances ouvrières; le Livre VI porte sur la prévoyance.
En 1905, le gouvernement Rouvier s’approprie la compilation réalisée par la commission et présente un projet de loi qui sera adopté sans discussion par la Chambre le 15 avril 1905 après déclaration d’urgence. Cependant, le Sénat le 22 février 1906, a qui est également envoyé le texte, découvre que la commission a modifié certains textes et ajourné sine die la suite la discussion du projet. Ces textes resteront en sommeil jusqu'en 1910, date à laquelle Viviani, ministre du travail de l’époque va les reprendre. Le 22 février 1906, les Livres V et IV ont également été présentés dans un projet de loi au Sénat, sans faire l'objet de rapport ou de discussion.
Alors que la grève générale est proclamée par la CGT pour le 1er mai 1906, année agitée marquée par plus de 1 300 grèves d'une durée moyenne de 19 jours, le président du Conseil Georges Clemenceau crée pour la première fois le 25 octobre 1906 un ministère du Travail et de la Prévoyance sociale (avant la Direction du Travail était au ministère du Commerce) confié à René Viviani. Ce ministère appuie le travail parlementaire, aiguillé par les socialistes (Jules Guesde, Jaurès) et les catholiques sociaux, pour voter notamment la loi du libre salaire de la femme le 13 juillet 1907 qui autorise les femmes à disposer elles-mêmes de leur salaire et la loi du 5 avril 1910 qui instaure les retraites paysannes et ouvrières.

### Code de 1910-1927
Le premier livre du code du travail, intitulé Code du travail et de la prévoyance sociale, est adopté par la loi du 28 décembre 1910 qui porte sur les conventions relatives au travail (contrat d’apprentissage, contrat de travail, salaire et placement). Sa préparation prend toutefois du retard : compilant des lois qui existaient déjà (loi relative à la création des syndicats professionnels, loi de 1892 limitant à 11 heures par jour le temps de travail des femmes et des enfants, loi sur l'indemnisation des accidents du travail), il n'est achevé que le 25 février 1927 avec l’adoption du livre III sur les groupements professionnels et entre-temps on a renoncé à inclure la partie relative à la « prévoyance sociale ».
Les conventions collectives, reconnues par une première loi du 25 mars 1919 qui affirment leur suprématie sur le contrat de travail individuel, viennent compléter les dispositions du Code du travail pour chaque branche de métier et pour chaque profession.
Dans les territoires d'Outre-mer, le code du travail n'était pas appliqué avant le 15 décembre 1952. 

### Code de 1973
Un nouveau code est promulgué par la loi no 73-4 du 2 janvier 1973. Il comporte une partie législative et deux parties réglementaires, respectivement pour les décrets en Conseil d'État et pour les décrets simples.

#### Plan
Le code de 1973 est divisé en huit puis neuf livres :
- livre Ier : conventions relatives au travail ;
- livre II : réglementation du travail ;
- livre III : placement et emploi ;
- livre IV : les groupements professionnels, la représentation des salariés, l'intéressement, la participation et les plans d'épargne salariale ;
- livre V : conflits du travail ;
- livre VI : contrôle de l'application de la législation et de la réglementation du travail ;
- livre VII : dispositions particulières à certaines professions ;
- livre VIII : dispositions spéciales à l'outre-mer ;
- livre IX : de la formation professionnelle continue dans le cadre de la formation professionnelle tout au long de la vie[N 3].

#### Lois Auroux
Les lois Auroux, promulguées au cours de l'année 1982 par le deuxième gouvernement Mauroy lors du premier mandat présidentiel de François Mitterrand, concernent près du tiers du code du travail de 1973 et plus de 300 articles.

### Code de 2007-2008

#### Projets de simplification envisagés en 2004
Le code du travail, comme tout ensemble de règles, évolue depuis son origine, certaines dispositions étant régulièrement créées, modifiées, ou abrogées. Bien que ceci donne parfois lieu à des incohérences (notamment dans les renvois à d'autres articles), les nouvelles dispositions s'insèrent en principe au fur et à mesure dans le code par une numérotation adaptée.
Les gouvernements de droite en place depuis 2002 ont souvent critiqué la complexité du droit du travail, notamment la dispersion des normes dans différents textes, et des refontes et simplifications ont été envisagées. Des propositions de simplifications ont ainsi été faites en 2004, à la suite du rapport Virville,.
La loi no 2004-1343 du 9 décembre 2004 de « simplification du droit » a habilité le gouvernement à promulguer un nouveau code du travail par ordonnances dans un délai de dix-huit mois. Selon les promoteurs de cette démarche, il s'agit, à droit constant, d'harmoniser la législation et d'intégrer dans le code des lois qui en sont encore absentes. Ce travail n'ayant abouti dans les délais, la loi no 2006-1770 pour le développement de la participation et de l'actionnariat salarié a prévu d'instaurer un nouveau délai de neuf mois.

#### Adoption du nouveau code et critique des syndicats
Dans ce cadre, la partie législative du nouveau code du travail a été publiée par l'ordonnance no 2007-329 du 12 mars 2007. Le nouveau code devait entrer en vigueur le 1er mars 2008.
Les principales critiques portaient sur :
- le plan du code, du moins sur certains points, comme le rattachement de l'apprentissage, non plus aux contrats de travail, mais à la formation professionnelle ;
- la recodification dans d'autres codes (par exemple le code de l'action sociale et des familles ou le code minier) de dispositions qui donnent ainsi l'impression d’« échapper » au code du travail ;
- le « déclassement » de certaines dispositions dans la partie réglementaires, qui, même conformes aux articles 34 et 37 de la Constitution, font que le gouvernement pourra modifier ou abroger ces dispositions ;
- certaines formulations, notamment le fait de remplacer des formules comme « L'employeur doit informer » par « L'employeur informe », qui n'auraient plus le même caractère contraignant.

Les opposants ont donc déposé un recours en annulation devant le Conseil d'État, mais, avant que ce dernier ne soit examiné, l'ordonnance a été ratifiée par la loi no 2008-67 du 21 janvier 2008 qui fixe par ailleurs la nouvelle entrée en vigueur au 1er mai 2008.
Toutefois, l'ordonnance et la loi de ratification ont maintenu en vigueur des dispositions de l'ancien code. Il s'ensuit un manque de lisibilité de l'applicabilité de certaines règles.
La partie réglementaire y a été intégrée par les décrets nos 2008-243 et 2008-244 du 7 mars 2008.

#### Plan à quatre chiffres
Le nouveau code adopte une numérotation à quatre chiffres et une structure subdivisée en parties, livres, titres et chapitres.
Il se compose d'un chapitre préliminaire et huit parties :
- chapitre préliminaire relatif au dialogue social ;
- première partie : Les relations individuelles de travail ;
- deuxième partie : Les relations collectives de travail ;
- troisième partie : Durée du travail, salaire, intéressement, participation et épargne salariale ;
- quatrième partie : Santé et sécurité au travail ;
- cinquième partie : L'emploi ;
- sixième partie : La formation professionnelle tout au long de la vie ;
- septième partie : Dispositions particulières à certaines professions et activités ;
- huitième partie : Contrôle de l'application de la législation du travail.

### Réforme de 2015-2016 sous le gouvernement Valls
A cette époque, Bernard Vivier, directeur de l’Institut supérieur du travail considère que « le Code du travail grossit sans que cette augmentation du nombre de pages soit justifiée par des nécessités nouvelles et lisibles. Ce n’est donc pas l’épaisseur en soi du code en question qui pose un problème, mais bien le caractère incertain, difficile d’application et illisible du Code du travail ».

#### Apports de la loi du 6 août 2015 dite loi Macron
La loi pour la croissance, l'activité et l'égalité des chances économiques, dite « loi Macron » modifie le code du travail sur plusieurs aspects : le travail du dimanche, la justice prud'homale, l'épargne salariale et l'actionnariat des salariés, ainsi que les licenciements collectifs sont affectés par cette loi.

#### Loi Travail de 2016
La loi Travail, ou loi El Khomri, est une loi française adoptée promulguée le 8 août 2016 à l'initiative de la ministre du Travail Myriam El Khomri.
Dévoilé le 17 février 2016, le texte vise à réformer le code du travail afin, selon le gouvernement, de « protéger les salariés, favoriser l'embauche, et donner plus de marges de manœuvre à la négociation en entreprise ».
Le droit à la déconnexion fait partie intégrante de cette nouvelle loi : principe selon lequel un salarié est en droit de ne pas être connecté aux outils numériques professionnels (téléphone portable, emails, etc.) en dehors des horaires de travail, il concerne les entreprises de plus de 50 salariés.

### Réforme de 2017 sous le gouvernement Philippe
Le code du travail est modifié par l'adoption de cinq ordonnances le 22 septembre 2017. Une série de décrets publiés en 2017 et 2018 viennent compléter le dispositif.
Les mesures adoptées interviennent dans la continuité de la loi travail de 2016. Le gouvernement présente cette réforme comme des « mesures concrètes et opérationnelles pour l’emploi, les entreprises et les salariés ».
La réforme comporte 117 mesures portant sur de nombreux aspects du droit du travail (hausse et plafonnement des indemnités de licenciement, extension des possibilités de recours aux contrats à durée indéterminée de chantier…). Elle modifie profondément certains aspects du code et contient des innovations importantes, notamment en matière de dialogue social, parmi lesquelles :
- la fusion des institutions représentatives du personnel en une instance unique, le comité social et économique ;
- la modification des modalités de la négociation collective. Une place prépondérante est dévolue à la négociation d'entreprise, permettant la conclusion de certains accords même en l'absence de délégué syndical ;
- la création de la rupture conventionnelle collective.

## Contenu et portée
D'une manière générale le code du travail régit ce qui a trait :
- aux relations individuelles au travail (contrat de travail) ;
- aux relations collectives au travail (négociation collective, activité syndicale, instances représentatives du personnel) ;
- à la santé des salariés ;
- à la sécurité au travail ;
- à l'emploi ;
- à la formation professionnelle.

### Droit du travail est soumis au droit civil
Cette constatation est contenue dans le code du travail. Il s'agit là d'un article important en droit du travail.
L'article L. 1221-1 du code du travail énonce que : « Le contrat de travail est soumis aux règles du droit commun… » Autrement dit, le contrat de travail obéit aux règles du droit général des obligations, c'est-à-dire aux règles du code civil. On pense notamment aux articles 1108, 1109, 1116 1123 à 1133 sur les conditions de validité, l'objet et la cause du contrat, et 1184.

### Place de la négociation collective
Le code du travail organise la négociation de conventions ou d'accords collectifs. Elle est régie par les articles L. 2121-1 et suivants du code du travail.

### Champ d'application
Le code du travail s'applique aux salariés du secteur privé, mais aussi, sauf dispositions spéciales, aux établissements publics industriels et commerciaux. Dans certaines conditions, des services publics administratifs peuvent recruter des agents sous contrats de droit privé, donc soumis en partie au code du travail. De même, certaines dispositions du code s'appliquent directement à une partie de la fonction publique, notamment en ce qui concerne la représentativité syndicale, le droit de grève ou les comités d'hygiène, de sécurité et des conditions de travail dans la fonction publique hospitalière.

## Contrôle de l'application des dispositions du code du travail

### Inspection du travail
Le code du travail lui-même (articles L.8112-1 et suivants) charge l'inspection du travail de veiller à l'application de ses dispositions et des lois et règlements non codifiés relatifs au régime du travail, ainsi que des conventions et accords collectifs de travail. Les missions d'inspection du travail sont assurées par des agents de contrôle, inspecteurs et contrôleurs du travail, deux corps de fonctionnaires d'État.

### Compétences juridictionnelles
Le code du travail accorde aux juridictions civiles des compétences en fonction de l'objet du litige.
Les litiges individuels nés du contrat de travail sont du ressort du conseil de prud'hommes.
Lorsque l'objet du litige est collectif, le tribunal judiciaire est compétent.
Jusqu'en 2019, le tribunal de grande instance pouvait être saisi lorsque la validité d'un accord collectif était contestée. Les contestations portant sur la validité des élections professionnelles relevaient du tribunal d'instance.